# Benjamin-Mkapa-Nationalstadion
Das Benjamin-Mkapa-Nationalstadion (Swahili Uwanja wa Taifa, englisch Benjamin Mkapa National Stadium) ist ein Fußballstadion mit Leichtathletikanlage in der tansanischen Wirtschaftsmetropole und Regierungssitz Daressalam. Benannt wurde es nach Benjamin William Mkapa (1938–2020), dem dritten Präsidenten Tansanias, der von 1995 bis 2005 amtierte.

## Geschichte
Der Komplex wurde vom 18. Juli 2005 bis zum Juni 2007 durch die Beijing Construction Engineering Company Limited errichtet. Von den Kosten in Höhe von 56,4 Mio. US-Dollar (rund 51,9 Mio. Euro) trug Tansania 25 Mio. US-Dollar, den Rest übernahm die chinesische Regierung.
Das gegenwärtig vor allem für den Fußball genutzte Stadion bietet 60.000 Besuchern Platz. Es entspricht FIFA- und IOC-Standards. Das Benjamin-Mkapa-Nationalstadion ersetzte das vorherige 25.000 Zuschauer fassende 1961 errichtete Nationalstadion, das Uhuru Stadium.
Der Afrika-Cup 2027 wird neben Kenia und Uganda auch in Tansania ausgetragen. Das Nationalstadion steht auf der Liste der möglichen Spielstätten.